# Paradise Lost (Stargate SG-1)
Paradise Lost (Paraíso Perdido) es el décimo quinto episodio de la sexta temporada de la serie de televisión de ciencia ficción Stargate SG-1, y el episodio Nº 125 de toda la serie.

## Trama
Jack O'Neill es visitado en su casa por el excoronel Harry Maybourne, quién le dice saber la dirección del mundo que Simmons intentaba hallar robando al Prometheus. O'Neill conviene en revisar, y junto al SG-1 viaja allí sin Maybourne. Descubren unas antiguas estructuras con escritura perteneciente a los Furlings (una de las 4 Grandes Razas). 
No obstante, ya que no saben cómo abrir el sello para conseguir las armas, se ven obligados a confiar en Maybourne, quien viaja luego al planeta a ayudarles. Logra abrir la puerta alienígena, pero antes aturde con un Zat a O'Neill y Carter. Aun así, Jack alcanza a levantarse y atraviesa junto a Maybourne la puerta, que resulta ser un dispositivo de teletransportación. Carter y un equipo científico intentan más adelante reactivar la puerta, pero sin éxito. 
También los buscan por todo el planeta, pero no aparecen.
Mientras tanto, O'Neill y Maybourne se encuentran en otro lugar. Harry le explica que ese lugar era según un antiguo papiro (una "invitación"), una utopía alienígena, donde él planeaba quedarse por el resto de su vida. No obstante, solo encuentran un antiguo campamento deshabitado.
Después de una semana, Carter no logra reactivar la puerta y para colmo el Dr. Lee ya ha desistido. Los Tok'ra además informan que exploraron el planeta y no hallaron a nadie. Por otro lado, O'Neill y Maybourne comienzan darse cuenta de que quizás no puedan volver; más encima la situación entre ambos se complica. O'Neill empieza a descubrir lo que ocurrió en la utopía. Sin embargo, también nota que Maybourne esta cada vez más paranoico. Unos días después, Jack encuentra los cuerpos muertos de varios anfitriones de Goa'uld, y cerca de ellos una planta; la misma que Maybourne ha estado comiendo. Jack vuelve al campamento, solo para descubrir que Harry ha encontrado las armas que escondió por precaución a él. Sin embargo, O'Neill también comienza a volverse paranoico.
Finalmente, después de analizar las imágenes del MALP, Carter descubre que O'Neill y Maybourne fueron transportados a luna del planeta. No obstante para este tiempo la situación en la luna ha empeorado gravemente. Maybourne comienza a dispararle a O'Neill, a pesar de que él intenta explicarle que la planta lo puso así. La lucha termina cuando Jack finalmente le dispara a Maybourne para someterlo.
Después, si bien sigue herido, Harry ha vuelta a la normalidad y comprende que aunque a Jack no le agrede por todo lo ha hecho, él no desea matarlo. Pronto una nave Tok'ra llega y los rescata. Antes de partir O'Neill le promete a Maybourne convencer a los Tok'ra para que lo manden a un planeta agradable donde pueda retirarse.

## Artistas invitados
- Tom McBeath como Harry Maybourne.
- Bill Dow como el Dr. Lee
- Gary Jones como Walter Harriman.
- Dan Shea como el Sargento Siler.